# Ilie Oanăstadion
Het Ilie Oanăstadion is een multifunctioneel stadion in de Roemeense stad Ploiești. Het wordt vooral gebruikt voor voetbalwedstrijden en is de thuisbasis van Petrolul Ploiești. Het stadion, dat werd geopend in 2011, biedt plaats aan 15.500 toeschouwers en staat op dezelfde plaats als het vorige stadion met dezelfde naam. Het stadion is vernoemd naar Ilie Oană, die tussen 1956 en 1965 coach was van Petrolul.

## Interlands
Het Roemeens voetbalelftal speelde negen interlands in het stadion. In het vroegere stadion op dezelfde plaats speelde Roemenië echter ook twee interlands: van Polen werd in 1966 met 4–3 gewonnen en in 1998 werd het tegen Moldavië 5–1.
| 1 | 29 maart 2015    | Roemenië – Faeröer     | 1 – 0 | Kwalificatie EK 2016 | 13.898 |
| 2 | 5 oktober 2017   | Roemenië – Kazachstan  | 3 – 1 | Kwalificatie WK 2018 | 10.123 |
| 3 | 5 juni 2018      | Roemenië – Finland     | 2 – 0 | Vriendschappelijk    | 13.312 |
| 4 | 7 september 2018 | Roemenië – Montenegro  | 0 – 0 | UEFA Nations League  | 0      |
| 5 | 17 november 2018 | Roemenië – Litouwen    | 3 – 0 | UEFA Nations League  | 0      |
| 6 | 8 september 2019 | Roemenië – Malta       | 1 – 0 | Kwalificatie EK 2020 | 13.376 |
| 7 | 14 oktober 2020  | Roemenië – Oostenrijk  | 0 – 1 | UEFA Nations League  | 0      |
| 8 | 11 november 2020 | Roemenië – Wit-Rusland | 5 – 3 | Vriendschappelijk    | 0      |
| 9 | 2 juni 2021      | Roemenië – Georgië     | 1 – 2 | Vriendschappelijk    | 1.000  |